# Lope de Stúñiga
Lope de Stúñiga, conocido también como Estúñiga o Zúñiga fue un aristócrata y poeta español, de origen navarro, nacido en 1415 y fallecido en 1465 a los 50 años. Su madre, Juana de Navarra, era hija ilegítima de Carlos III de Navarra.
Sus composiciones, de carácter político, moral y amoroso, figuran en varios cancioneros y encabezan el Cancionero de Stúniga, compuesto en 1458.